# Qinyang

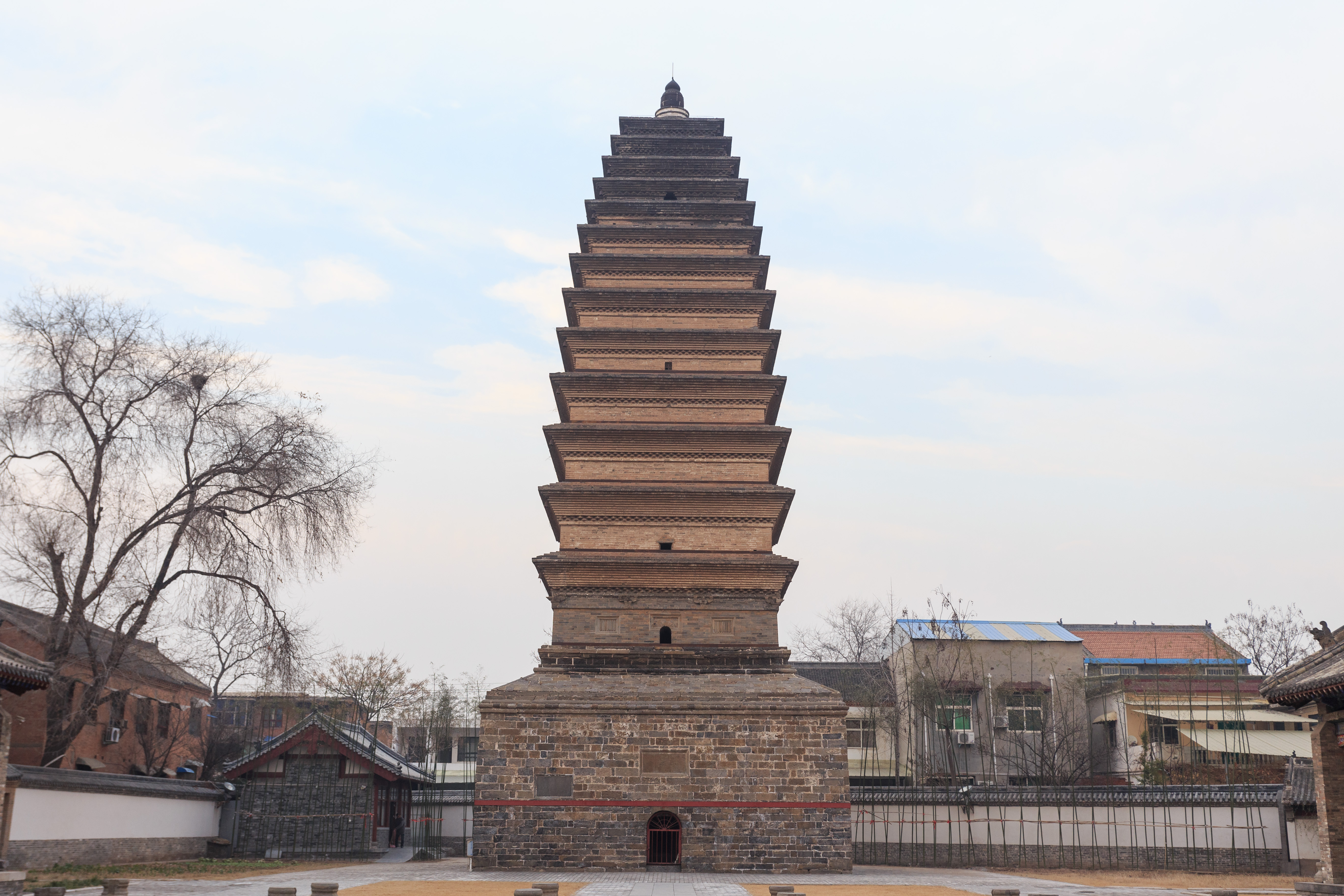
Pagoda dei Tre Buddha 天宁寺三圣塔

Qinyang (沁阳市S, QìnyángP) è una città-contea della Cina, situata nella provincia di Henan e amministrata dalla prefettura di Jiaozuo.